# 야생동물 보호구역
"야생동물 보호구역"(Wild Animals)은 한국에서 제작된 김기덕 감독의 1997년 드라마, 범죄 영화이다. 조재현 등이 주연으로 출연하였고 권기영 등이 제작에 참여하였다.

## 출연

### 주연
- 조재현
- 장동직
- 장륜
- 샤샤 뤼카비나
- 리처드 보링제
- 드니 라방

### 조연
- 로렁 뷔로
- 브뤼노 귀이오
- 파스칼 뚜랭
- 자비에 쉬리반스키
- 파니 빼뤼시
- 나길주
- 구자홍
- 원수열
- 마르크 르 깜피옹
- 전규환

## 기타
- 제작지휘: 최희일
- 프로듀서: 박광수
- 제작부장: 김윤오
- 제작진행: 서광렬
- 촬영부: 장준영
- 촬영부: 백동현
- 촬영부: 최영민
- 조명: 김진도
- 조명부: 김태성
- 조감독: 문혜연
- 조감독: 배정민
- 동시녹음: 안상호
- 분장: 주은정
- 분장: 임승희
- 네가편집: 이수연
- 네가편집: 남지영
- 해외촬영부문: 방혜진
- 녹음부: 정운종
- 음악부문: 오진하
- 녹음부: 김완동
- 음향부문: 양대호
- 음악부문: 김은동
- 녹음부: 신태라
- 해외촬영부문: 나길주
- 음향부문: 서재영
- 음악부문: 이서진
- 해외촬영부문: 구자홍
- 음향부문: 황진수
- 음향부문: 김학준
- 음향부문: 오기삼
- 음향부문: 이상돈
- 음향부문: 김경현
- 음향부문: 조세행
- 음향부문: 최영수
- 음향부문: 김수덕
- 음향부문: 김용훈
- 음향부문: 이중희
- 음향부문: 이성근
- 음향부문: 소원종
- 음향부문: 김용운